# Subantarktikskua
Die Subantarktikskua (Stercorarius antarcticus, Syn.: Catharacta antarctica), auch als Braune Skua oder Braunskua bezeichnet, ist eine Vogelart aus der Familie der Raubmöwen (Stercorariidae). Sie kommt in drei Unterarten vor: Stercorarius antarcticus antarcticus, Stercorarius antarcticus hamiltoni und Stercorarius antarcticus lonnbergi.

## Merkmale

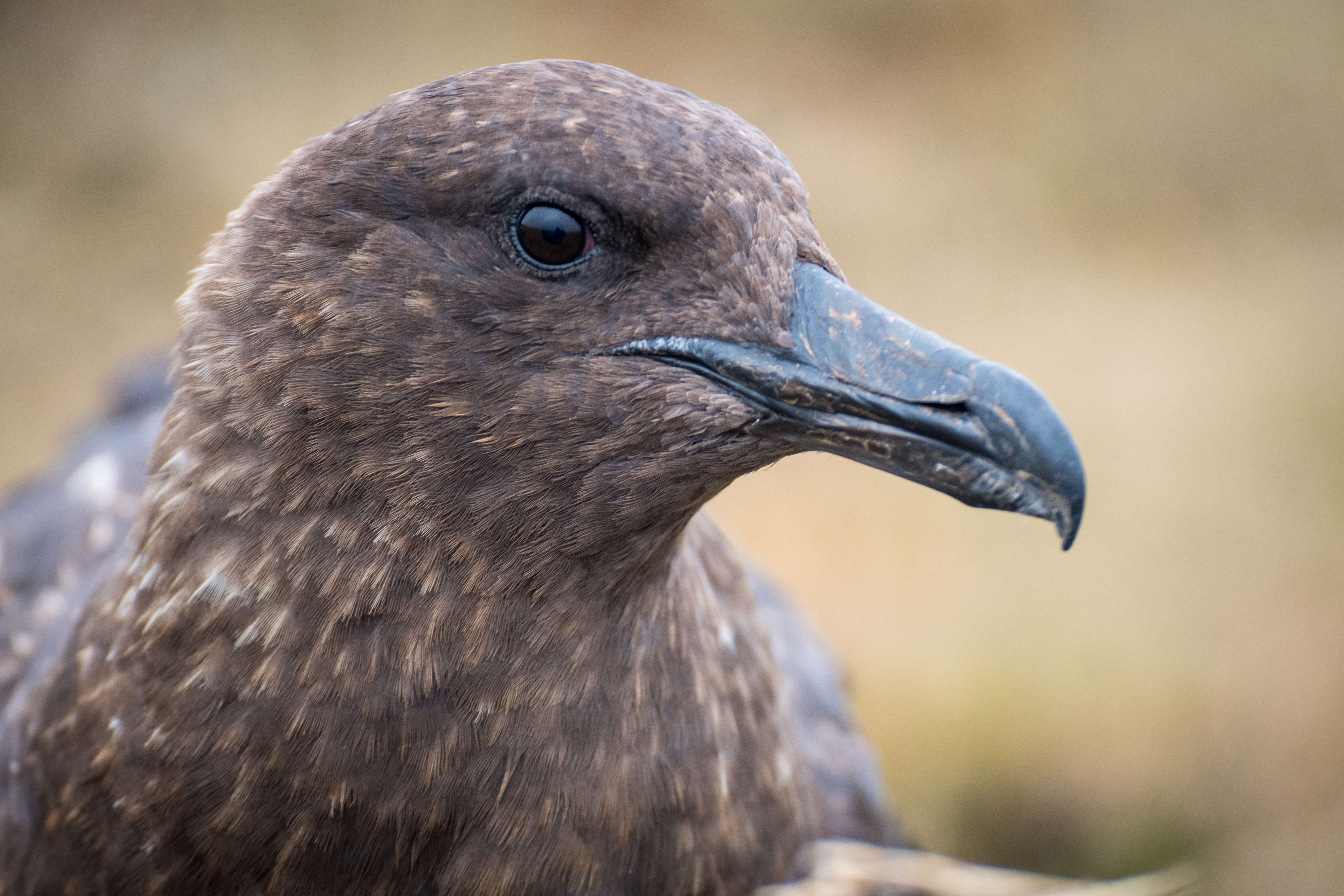
Kopfstudie einer Subantarktikskua auf der Amsterdam-Insel

Das Gefieder der Subantarktikskua ist relativ dunkel. Bis auf die Umgebung der Augen und der Schwanzpartie sind alle Federn braun und besitzen kleine hellere Punkte. Die Federn um die Augen sowie die Schwanzfedern sind dunkelbraun bis schwarz gefärbt. Die im Flug sichtbaren Flügelinnenseiten haben einen gut sichtbaren weißen Fleck, der eine dreieckige Form hat.

## Nahrung
Subantarktikskuas ernähren sich vor allem von Fischen, kleineren Meeresvögeln sowie von Pinguinküken. Ihr dunkelgrauer Schnabel besitzt einen sehr spitzen Haken.

## Verbreitung

Verbreitungsgebiet der Subantarktikskua:
Brutvorkommen
Vorkommen außerhalb der Brutzeit

Die Subantarktikskua brütet an der südlichen Spitze Feuerlands, Argentiniens, Neuseelands und auf einigen subantarktischen Inseln, wie den Falklandinseln. Lange ging man davon aus, dass diese Art lediglich auf den Falklandinseln brüten würde. 1978 wurden jedoch Brutvögel an der patagonischen Küste beschrieben. Auf den Falklandinseln ist der Subantarktikskua eine weit verbreitete Art, die tendenziell eher im Küstenbereich brütet.

## Belege